# دان كونولي
دان كونولي (بالإنجليزية: Dan Connolly)‏ هو لاعب كرة قدم أمريكية أمريكي، ولد في 2 سبتمبر 1982 في سانت لويس في الولايات المتحدة.

## وصلات خارجية
- دان كونولي على موقع مرجع كرة القدم المحترفة.كوم (الإنجليزية)